# Renata Szał
Renata Szał (25 de julio de 1967) es una deportista polaca que compitió en judo. Ganó dos medallas en el Campeonato Europeo de Judo en los años 1991 y 1992.

## Palmarés internacional
| Campeonato Europeo | Campeonato Europeo     | Campeonato Europeo | Campeonato Europeo |
| Año                | Lugar                  | Medalla            | Categoría          |
| ------------------ | ---------------------- | ------------------ | ------------------ |
| 1991               | Praga (Checoslovaquia) | Medalla de plata   | Abierta            |
| 1992               | París (Francia)        | Medalla de bronce  | +72 kg             |